# USS Colhoun (DD-801)
USS Colhoun (DD-801) — эскадренный миноносец типа «Флетчер», в период Второй мировой войны состоявший на вооружении ВМС США.
Colhoun был вторым кораблём ВМС США, который назван в честь контр-адмирала Эдмунда Колхуна (1821—1897).
Строительство эсминца началось 10 апреля 1944 на верфях корпорации Todd Pacific Shipyards, в Сиэтле, штат Вашингтон. 8 июля 1944 года Colhoun сдан в эксплуатацию.

## История
Colhoun прибыл в Перл-Харбор 10 октября 1944 года на подготовку и патрульную службу. Приплыв на Иводзиму 19 февраля 1945 года, он обеспечивал защиту транспорта, радиолокационный дозор и огневую поддержку во время вторжения на Иводзиму. 1 марта эсминец был поражён залпом тяжёлых береговых батарей противника, в результате которого был убит один человек и ранено 16. После ремонта на Сайпане, Colhoun отплыл в Окинаву.
В 15:30 6 апреля 1945 года, во время первого тяжёлого рейда, Colhoun получил просьбу о помощи от Буша и поспешил ему на помощь. Буш и Colhoun были атакованы большой группой камикадзе. В Colhoun попало три камикадзе и он был оставлен экипажем.